# Mokhungwana
Mokhungwana è un villaggio del Botswana situato nel distretto Centrale, sottodistretto di Serowe Palapye. Il villaggio, secondo il censimento del 2011, conta 260 abitanti.

## Località
Nel territorio del villaggio sono presenti le seguenti 2 località:
- Mokhungwana Vet Camp di 4 abitanti,
- Mokhungwana Vet Gate